# Lijst van voetbalinterlands Lesotho - Zambia
Deze lijst van voetbalinterlands is een overzicht van alle officiële voetbalwedstrijden tussen de nationale teams van Lesotho en Zambia. De Zuidelijk Afrikaanse landen hebben tot op heden dertien keer tegen elkaar gespeeld. De eerste ontmoeting was een kwalificatiewedstrijd voor het Wereldkampioenschap voetbal 1974 op 30 april 1972 in Maseru. Het laatste duel, de finale van de COSAFA Cup 2023, werd gespeeld in Durban (Zuid-Afrika) op 26 maart 2023.

## Wedstrijden
| №  | Plaats         | Datum         | Competitie                   | Wedstrijd        | Uitslag |
| -- | -------------- | ------------- | ---------------------------- | ---------------- | ------- |
| 1  | Maseru         | 30 april 1972 | WK 1974 kwalificatie         | Lesotho − Zambia | 0 − 0   |
| 2  | Ndola          | 4 juni 1972   | WK 1974 kwalificatie         | Zambia − Lesotho | 6 − 1   |
| 3  | Maseru         | 2 maart 1997  | COSAFA Cup 1997              | Lesotho − Zambia | 0 − 2   |
| 4  | Lusaka         | 1 maart 2000  | Vriendschappelijk            | Zambia − Lesotho | 2 − 0   |
| 5  | Maseru         | 11 juni 2000  | COSAFA Cup 2000              | Lesotho − Zambia | 1 − 1   |
| 6  | Maseru         | 24 juni 2001  | COSAFA Cup 2001              | Lesotho − Zambia | 1 − 2   |
| 7  | Maseru         | 24 maart 2013 | WK 2014 kwalificatie         | Lesotho − Zambia | 1 − 1   |
| 8  | Ndola          | 8 juni 2013   | WK 2014 kwalificatie         | Zambia − Lesotho | 4 − 0   |
| 9  | Windhoek       | 21 juni 2016  | COSAFA Cup 2016              | Lesotho − Zambia | 2 − 3   |
| 10 | Port Elizabeth | 8 juli 2021   | COSAFA Cup 2021              | Zambia − Lesotho | 1 − 2   |
| 11 | Ndola          | 23 maart 2023 | Afrika Cup 2023 kwalificatie | Zambia − Lesotho | 3 − 1   |
| 12 | Soweto         | 26 maart 2023 | Afrika Cup 2023 kwalificatie | Lesotho − Zambia | 0 − 2   |
| 13 | Durban         | 16 juli 2023  | COSAFA Cup 2023              | Lesotho − Zambia | 0 − 1   |

## Samenvatting
| Competitie              | Totaal gespeeld | Winst Lesotho | Gelijk | Winst Zambia | Doelsaldo Lesotho – Zambia |
| ----------------------- | --------------- | ------------- | ------ | ------------ | -------------------------- |
| WK-kwalificatie         | 4               | 0             | 2      | 2            | 2 − 11                     |
| Afrika Cup-kwalificatie | 2               | 0             | 0      | 2            | 1 − 5                      |
| COSAFA Cup              | 6               | 1             | 1      | 4            | 4 − 9                      |
| Vriendschappelijk       | 1               | 0             | 0      | 1            | 0 − 2                      |
| Totaal                  | 13              | 1             | 3      | 9            | 7 − 27                     |

LFA · 
Lesothaans vrouwenelftal
Interlands
Tegenstander:
Algerije ·
Angola ·
Benin ·
Botswana ·
Burkina Faso ·
Burundi ·
Centraal-Afrikaanse Republiek ·
Comoren ·
Congo-Kinshasa ·
Ethiopië ·
Gabon ·
Gambia ·
Ghana ·
Guinee ·
Ivoorkust ·
Kaapverdië ·
Kameroen ·
Kenia ·
Laos ·
Liberia ·
Libië ·
Madagaskar ·
Malawi ·
Maleisië ·
Marokko ·
Mauritanië ·
Mauritius ·
Mozambique ·
Myanmar ·
Namibië ·
Niger ·
Nigeria ·
Oeganda ·
Rwanda ·
Sao Tomé en Principe ·
Senegal ·
Seychellen ·
Sierra Leone ·
Soedan ·
Swaziland ·
Tanzania ·
Togo ·
Zambia ·
Zimbabwe ·
Zuid-Afrika
FAZ · 
A-internationals · 
Selecties · 
Statistieken · 
Zambiaans vrouwenelftal · 
Olympisch elftal · 
Zambia U21 · 
Zambia U20 · 
Zambia U18 · 
Zambia U17
1964 – 1979 ·
1980 – 1989 ·
1990 – 1999 ·
2000 – 2009 ·
2010 – 2019 ·
2020 − 2029
1964 ·
1965 ·
1966 ·
1967 ·
1968 ·
1969 ·
1970 ·
1971 ·
1972 ·
1973 ·
1974 ·
1975 ·
1976 ·
1977 ·
1978 ·
1979 ·
1980 ·
1981 ·
1982 ·
1983 ·
1984 ·
1985 ·
1986 ·
1987 ·
1988 ·
1989 ·
1990 ·
1991 ·
1992 ·
1993 ·
1994 ·
1995 ·
1996 ·
1997 ·
1998 ·
1999 ·
2000 ·
2001 ·
2002 ·
2003 ·
2004 ·
2005 ·
2006 ·
2007 ·
2008 ·
2009 ·
2010 ·
2011 ·
2012 ·
2013 ·
2014 ·
2015 ·
2016 ·
2017 ·
2018 ·
2019 ·
2020 ·
2021 ·
2022
Algerije · 
Angola ·
België ·
Benin ·
Botswana ·
Brazilië ·
Burkina Faso ·
Burundi ·
Chili ·
China ·
Comoren ·
Congo-Brazzaville ·
Congo-Kinshasa ·
Djibouti ·
Ecuador ·
Egypte ·
Equatoriaal-Guinea ·
Ethiopië ·
Gabon ·
Gambia ·
Ghana ·
Guinee ·
Guinee-Bissau ·
Honduras ·
India ·
Irak ·
Iran ·
Israël ·
Ivoorkust ·
Jamaica ·
Japan ·
Jemen ·
Jordanië ·
Kaapverdië ·
Kameroen ·
Kenia ·
Koeweit ·
Lesotho ·
Liberia ·
Libië ·
Madagaskar ·
Malawi ·
Mali ·
Marokko ·
Mauritanië ·
Mauritius ·
Mozambique ·
Namibië ·
Niger ·
Nigeria ·
Noord-Korea ·
Oeganda ·
Oman ·
Rwanda ·
Saoedi-Arabië ·
Senegal ·
Seychellen ·
Sierra Leone ·
Soedan ·
Somalië ·
Swaziland ·
Tanzania ·
Togo ·
Tsjaad ·
Tunesië ·
Zimbabwe ·
Zuid-Afrika ·
Zuid-Korea
Ivoorkust (2012)